# 17185 Макдевід
17185 Макдевід (17185 Mcdavid) — астероїд головного поясу, відкритий 14 листопада 1999 року.
Тіссеранів параметр щодо Юпітера — 3,394.